# بيتر ووترهاوس
بيتر ووترهاوس (بالألمانية: Peter Waterhouse)‏ (و. 1956  م) هو لغوي، وشاعر، ومؤلف، وكاتب، ومترجم من النمسا، وألمانيا، ولد في برلين.

## التعليم
تعلم في جامعة فيينا، وجامعة كاليفورنيا الجنوبية.

## جوائز
حصل على جوائز منها:
- جائزة المنافسة العامة  [لغات أخرى]‏ (1946)
- قائد الفنون والآداب

## روابط خارجية
- بيتر ووترهاوس على موقع مونزينجر (الألمانية)